# Astragalus domeykoanus
Astragalus domeykoanus es una especie de planta del género Astragalus, de la familia de las leguminosas, orden Fabales.

## Distribución
Astragalus domeykoanus se distribuye por Argentina (Chubut, Neuquén y Santa Cruz) y Chile (Maule, Bío Bío y Araucanía).

## Taxonomía
Fue descrita científicamente por (Phil.) Reiche. Fue publicado en Fl. Chile 2: 93 (1897).
Sinonimia
- Astragalus procumbens glabrescens Kuntze
Astragalus orites Phil.
Astragalus domeykoana Phil.
Astragalus orites (Phil.) Reiche